# Paradrino longicornis
Paradrino longicornis är en tvåvingeart som beskrevs av Hiroshi Shima 1984. Paradrino longicornis ingår i släktet Paradrino och familjen parasitflugor. Inga underarter finns listade i Catalogue of Life.